# 伊塞克

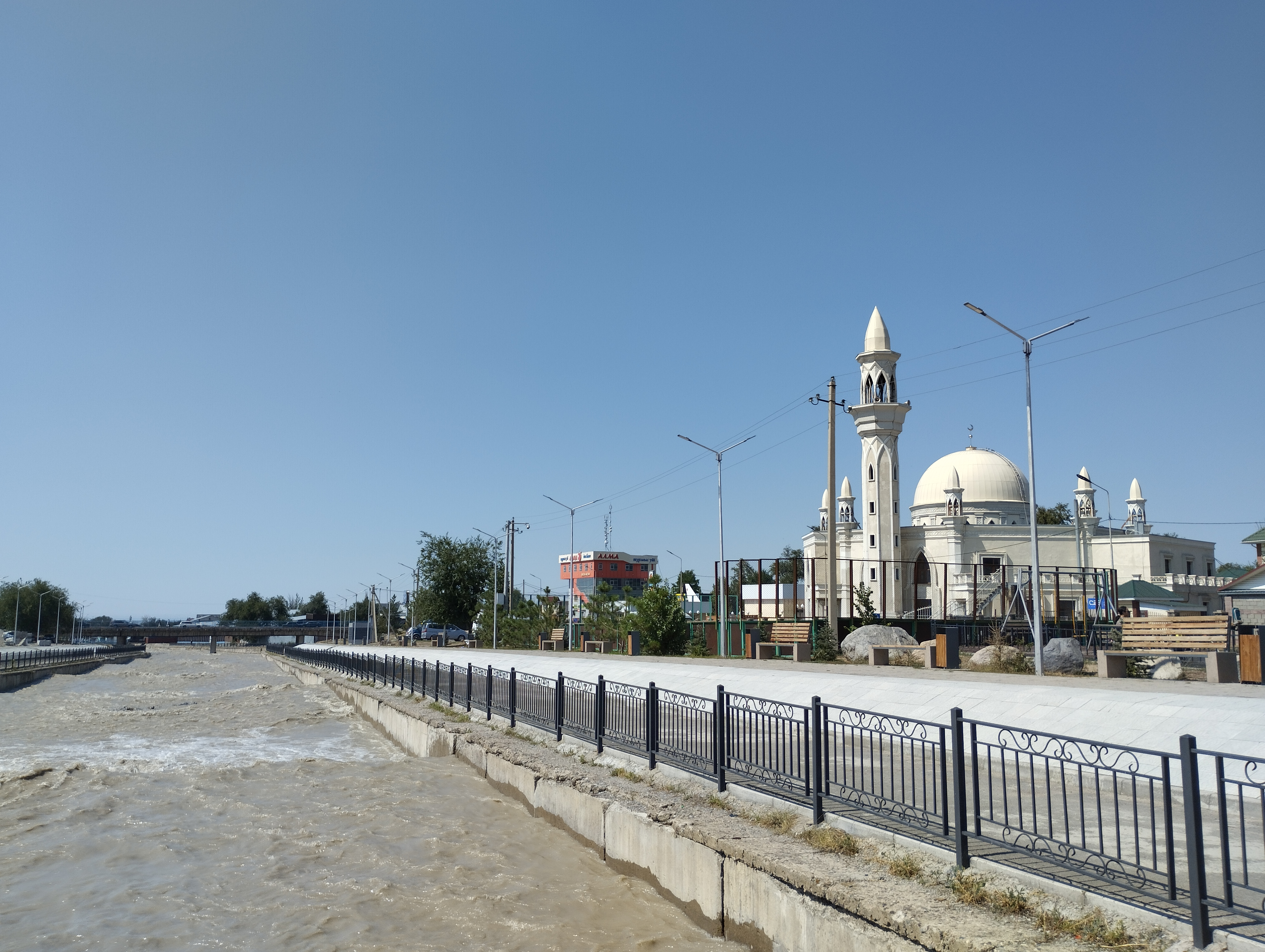
伊塞克

伊塞克是哈薩克的城鎮，由阿拉木圖州負責管轄，是恩贝克什卡扎赫区首府，位於該國東南部，距離首都阿拉木圖53公里，始建於1858年，面積25.8平方公里，海拔高度1,214米，2005年人口31,314。

## 外部連結
- Unofficial website of the town
- A general view of the city, from the surrounding mountains